# 佩斯西亞河
佩斯西亞河（烏克蘭語：Песся），是烏克蘭的河流，位於該國西部，屬於奧澤良卡河的左支流，發源自錫內維爾東北部，流經外喀爾巴阡州，河道全長10公里，流域面積31.9平方公里。